# Sinosaurus sinensis
Sinosaurus sinensis es una especie dudosa del género extinto Sinosaurus (del griego «lagarto chino») de dinosaurio terópodo tetanuro que vivió a principio del período Jurásico, hace aproximadamente 196 y 189 millones de años, desde el Sinemuriense al Pliensbachiense, en lo que hoy es Asia. Llamado originalmente Dilophosaurus sinensis y luego referido al género Sinosaurus, el holotipo KMV 8701 fue recuperado en el Miembro Shawan de la Formación Lufeng, en Yunnan, China. Los restos fueron descubiertos en 1987 en las Capas púrpura pálido que fueron depositadas durante la etapa del Hettangiense del Jurásico Inferior, hace aproximadamente 201-196 millones de años. Las Capas púrpura pálido también albergan al posible terizinosaurio Eshanosaurus, el posible terópodo Lukousaurus, y a los prosaurópodos Gyposaurus sinensis, Lufengosaurus, Jingshanosaurus y Yunnanosaurus. Los dinosaurios descubertos en las Capas rojo oscuro de la formación incluyen restos de saurópodos indeterminados, a los dinosaurios acorazados primitivos Bienosaurus y Tatisaurus, así como también a los prosaurópodos Gyposaurus, Lufengosaurus y Yunnanosaurus. Fue sinonimizado subjetivamente con Sinosaurus triassicus por Xing et al. en 2014 y Rauhut et al. 2016 y recombinado como Sinosaurus sinensis por Wang et al. en 2017.